# جویس ای. سالزبری
جویس ای. سالزبری (انگلیسی: Joyce E. Salisbury؛ زادهٔ ۱ ژانویهٔ ۱۹۴۴) اهل ایالات متحده آمریکا، یک مورخ و استاد ممتاز مطالعات انسانی (تاریخ) در دانشگاه ویسکانسین-گرین بی است، جایی که در سال ۱۹۹۳ به عنوان استاد برجسته خانواده فرانکتال انتخاب شد.